# Codex

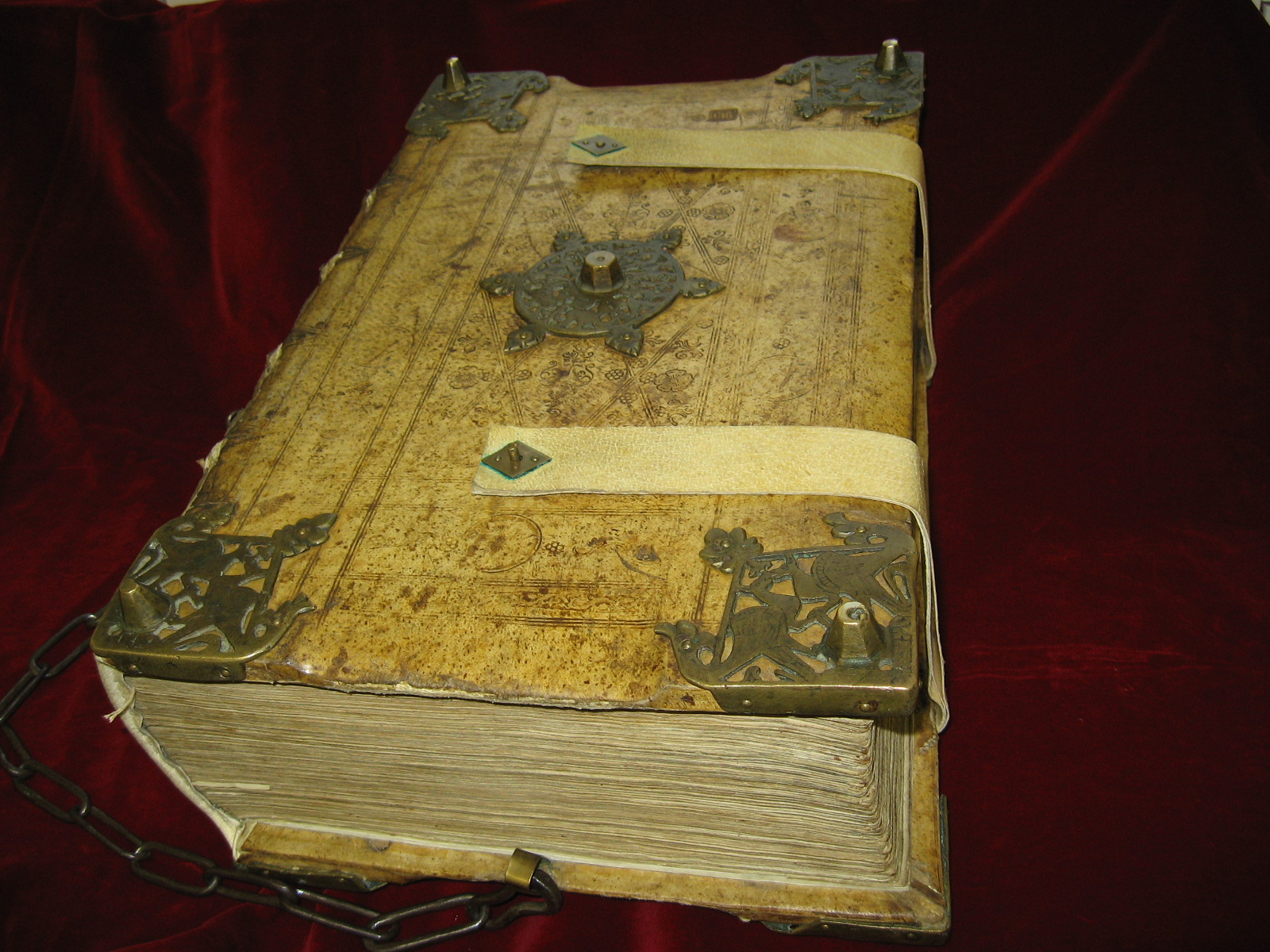
Codex khổng lồ của Wiesbaden gồm 481 tấm da và nặng khoảng 15 kg.

Codex hay còn gọi là Biên ký hay Thiên ký thuật là hình thức tổ tiên xa xưa của quyển sách hiện đại. Thay vì được cấu tạo từ những tờ giấy làm từ bột gỗ, codex được tạo nên từ những tấm vellum, giấy cói hoặc các vật liệu khác. Thuật ngữ codex thường được sử dụng cho các bản sách chép tay cổ. Một codex cũng giống như một cuốn sách hiện đại, được đóng gáy bằng cách xếp chồng các trang và cố định một bên mép theo hình thức tương tự như cách đóng sách hiện đại bằng nhiều phương pháp đa dạng trong nhiều thế kỷ. Sách hiện đại được chia thành bìa mềm và bìa cứng. Cách đóng sách công phu ở một số giai đoạn trong lịch sử được gọi là đóng sách quý (hay là đóng sách kho báu). Ít nhất là ở thế giới phương Tây, giải pháp thay thế chính cho định dạng codex (tức là có phân trang) đối với một tài liệu dài là định dạng cuộn liên tục, là hình thức tài liệu có vai trò thống trị trong thế giới cổ đại. Một số codex được gấp liên tục như một bản concertina, đặc biệt là những codex của Maya và codex của Aztec, thực chất là những tờ giấy dài hoặc tấm da động vật dài được gấp thành trang.
Người La Mã cổ đại đã phát minh hình thức định dạng này từ các tấm bảng phủ sáp. Việc thay thế dần dần sách cuộn bằng codex đã được gọi là bước tiến quan trọng nhất trong việc làm sách trước khi máy in ra đời. Codex đã tự biến đổi hình dạng của cuốn sách và đưa ra một hình thức định dạng vẫn tồn tại đến ngày nay. Sự phổ biến của codex thường gắn liền với sự trỗi dậy của Cơ Đốc giáo, vốn đã sớm áp dụng định dạng này cho Kinh Thánh. Được mô tả lần đầu vào thế kỷ 1 Công nguyên bởi nhà thơ La Mã Martial, người ca ngợi tính năng thuận tiện của định dạng này, định dạng codex đạt được vị thế ngang hàng với định dạng cuộn vào khoảng năm 300 Công nguyên, và đã hoàn toàn thay thế định dạng cuộn trong suốt giai đoạn sau đó thế giới Hy-La Cơ Đốc ở thế kỷ thứ 6.

## Từ nguyên và nguồn gốc

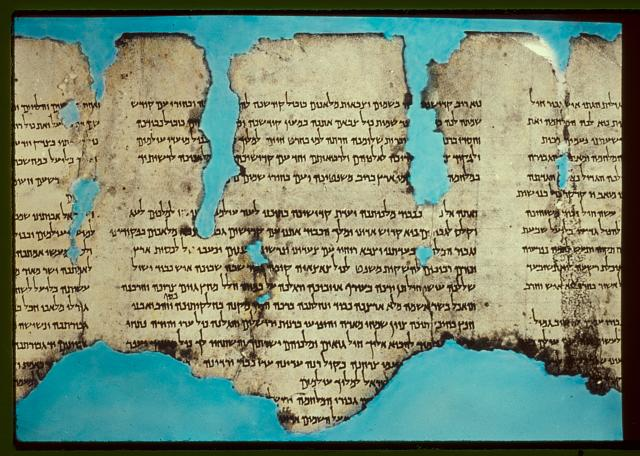
Định dạng codex hầu như thay thế định dạng cuộn tương tự như trong hình.

Từ "codex" bắt nguồn từ một từ trong tiếng Latinh là caudex, có nghĩa là "thân cây", "khối gỗ" hoặc "cuốn sách". Codex đã bắt đầu thay thế sách cuộn ngay sau khi nó được phát minh. Ở Ai Cập, vào thế kỷ thứ năm, số lượng codex đã nhiều hơn số lượng sách cuộn mười lần dựa trên các mẫu còn sót lại. Đến thế kỷ thứ sáu, sách cuộn với vai trò là một phương tiện cho văn học đã gần như biến mất. Sự thay đổi từ định dạng cuộn sang codex gần như trùng khớp với sự chuyển đổi ở vật liệu viết được ưa chuộng từ giấy cói sang giấy da, nhưng hai sự phát triển không có liên quan với nhau. Trên thực tế, bất kỳ sự kết hợp nào giữa định dạng codex và định dạng cuộn với giấy cói và giấy da đều khả thi về mặt kỹ thuật và phổ biến trong ghi chép lịch sử.
Về mặt kỹ thuật, ngay cả những cuốn sách bìa mềm hiện đại cũng là codex, nhưng các nhà xuất bản và học giả dành riêng thuật ngữ này để chỉ các thủ bản (sách chép tay) được tạo ra từ thời Hậu cổ đại cho đến thời Trung cổ. Ngành nghiên cứu mang tính học thuật về những thủ bản này theo quan điểm của công việc đóng sách được gọi là phương pháp luận codex (Codicology). Việc nghiên cứu các tài liệu cổ nói chung được gọi là cổ văn tự học.
Codex mang lại những lợi thế đáng kể so với các định dạng sách khác, chủ yếu là tính nhỏ gọn, chắc chắn, tiết kiệm liệu bằng cách sử dụng cả hai mặt trước và sau (recto và verso) và dễ tham khảo (codex cho phép mở một trang bất kỳ—truy cập ngẫu nhiên, trái ngược với định dạng cuộn, buộc người đọc truy cập tuần tự.)

## Lịch sử
Người La Mã đã sử dụng tiền thân của codex làm từ các tấm bảng gỗ phủ sáp có thể tái sử dụng để ghi chép. Hai bức polyptych cổ đại, một bức pentaptych và một octoptych đã được khai quật tại Herculaneum, đã sử dụng một hệ thống kết nối độc đáo bằng những sợi da hoặc dây. Julius Caesar có thể là người La Mã đầu tiên thu gọn các cuộn sách lại thành các trang đóng gáy dưới dạng một cuốn sổ ghi chú, thậm chí có khả năng là một codex bằng giấy cói. Vào đầu thế kỷ 1 Công nguyên, một loại sổ tay giấy da gấp được gọi là pugillares membranei trong tiếng Latinh đã trở nên phổ biến được sử dụng để viết trong Đế chế La Mã. Theodore Cressy Skeat đưa ra giả thuyết rằng dạng sổ ghi chép này được phát minh ở Roma và sau đó lan nhanh sang Cận Đông.
Ngay từ đầu thế kỷ thứ 2, đã có bằng chứng cho thấy codex - thường là codex giấy cói - là định dạng ưa thích của những người theo đạo Thiên Chúa. Trong thư viện của Villa of the Papyri, Herculaneum (bị chôn vùi vào năm 79 CN), tất cả các văn bản (văn học Hy Lạp) đều là sách cuộn (xem Herculaneum papyri). Tuy nhiên, trong thư viện Nag Hammadi, được giấu đi khoảng năm 390 CN, tất cả các văn bản (Ngộ đạo) đều là codex. Bất chấp sự so sánh này, một codex giấy da về chủ đề bên ngoài Cơ đốc giáo De Falsa Legatione của Demosthenes từ Oxyrhynchus ở Ai Cập cho thấy rằng bằng chứng còn sót lại không đủ để kết luận liệu Cơ đốc nhân đóng một vai trò chính hoặc trung tâm trong sự phát triển của các codex ban đầu — hoặc nếu họ chỉ đơn giản là thông qua định dạng này để phân biệt mình với người Do Thái.
Những mảnh còn sót lại sớm nhất của codex là ở Ai Cập, và có niên đại khác nhau (luôn được phỏng đoán) vào cuối thế kỷ 1 hoặc nửa đầu thế kỷ 2. Nhóm mảnh codex này bao gồm Papyrus Thư viện Rylands P52, chứa một phần của Phúc âm Gioan, và có lẽ có niên đại từ năm 125 đến năm 160.

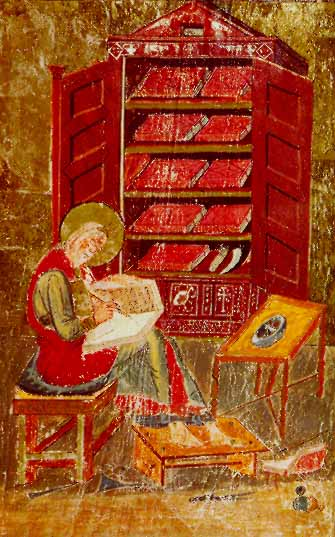
Tủ sách đầu thời Trung Cổ chứa khoảng mười codex được minh họa trong Codex Amiatinus (700).

Trong văn hóa phương Tây, codex dần thay thế sách cuộn. Giữa thế kỷ thứ 4, khi codex được sử dụng rộng rãi và thời kỳ Phục hưng Carolingian vào thế kỷ thứ 8, nhiều tác phẩm không được chuyển đổi từ định dạng cuộn sang codex đã bị mất. Codex đã cải thiện sách cuộn theo một số cách. Nó có thể được mở phẳng ở bất kỳ trang nào để đọc dễ dàng hơn, các trang có thể được viết ở cả mặt trước và mặt sau (recto và verso), và việc bảo vệ bằng các lớp bìa chắc bền làm cho nó nhỏ gọn hơn và dễ vận chuyển hơn.

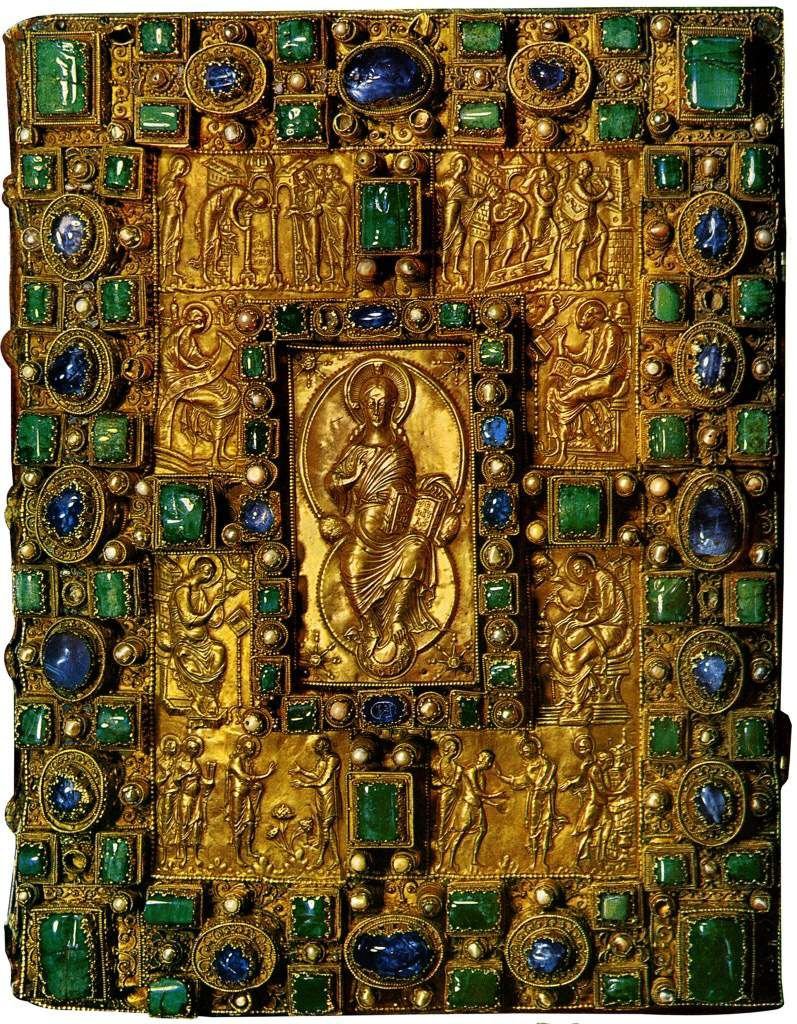
Bìa của cuốn sách phúc âm Carolingian, Codex Aureus của Thánh Emmeram, được viết khoảng năm 870 Công nguyên tại Cung điện Aachen, dưới thời trị vì của Charles Hói.
Thư viện Bang Bayern, ở Munich.

Trong số các thử nghiệm ở những thế kỷ trước, các cuộn giấy đôi khi được cuộn (và mở ra) theo chiều ngang, như một chuỗi liên tiếp của các cột. (Các cuộn sách Biển Chết là một ví dụ nổi tiếng của định dạng này). Điều này làm cho việc gấp cuộn giấy như một cái đàn accordion trở nên khả thi. Bước tiến hóa tiếp theo là cắt các lá (folios) và khâu và dán chúng ở ngay tâm, giúp cho việc sử dụng giấy cói hoặc vellum hai mặt (recto-verso) dễ dàng hơn như với một quyển sách hiện đại.

## Sự chuẩn bị
Giai đoạn đầu tiên trong quá trình tạo ra một codex là chuẩn bị những tấm da động vật. Da được rửa sạch bằng nước và vôi, nhưng không phải là rửa cùng lúc. Da được ngâm trong vôi trong một vài ngày. Lông trên da được loại bỏ, và miếng da được làm khô bằng cách gắn vào một cái khung, được gọi là herse. Người làm giấy da gắn miếng da tại những điểm xung quanh chu vi của miếng da. Miếng da được gắn vào khung herse bằng dây. Để miếng da không bị rách, người làm giấy da sẽ quấn chỗ da được gắn vào dây quanh một viên sỏi gọi là pippin. Sau khi hoàn thành, người thợ sử dụng một con dao hình lưỡi liềm gọi là lunarium hoặc lunellum để loại bỏ những sợi lông còn sót lại. Sau khi da khô hoàn toàn, người làm giấy da sẽ làm sạch kỹ miếng da và làm thành tấm. Số lượng tấm từ một mảnh da phụ thuộc vào kích thước của miếng da và kích thước sản phẩm cuối cùng. Ví dụ, da một con bê trung bình có thể cung cấp tài liệu viết ba tờ rưỡi cỡ vừa, có thể được gấp đôi khi chúng được gấp lại thành hai lá dính liền nhau, còn được gọi là lá kép (bifolium). Các nhà sử học đã tìm thấy bằng chứng về các bản viết tay, trong đó người ghi chép đã viết ra các chỉ dẫn thời Trung Cổ mà các nhà sản xuất lớp màng hiện đại đang hiện đang làm theo. Các tấm da thường có những khiếm khuyết, có thể là từ con vật ban đầu, lỗi con người trong giai đoạn chuẩn bị hoặc từ lúc con vật bị giết. Những khiếm khuyết cũng có thể xuất hiện trong quá trình viết. Trừ khi thủ bản được giữ trong tình trạng hoàn hảo, các khiếm khuyết cũng có thể xuất hiện về sau trong vòng đời của thủ bản. 

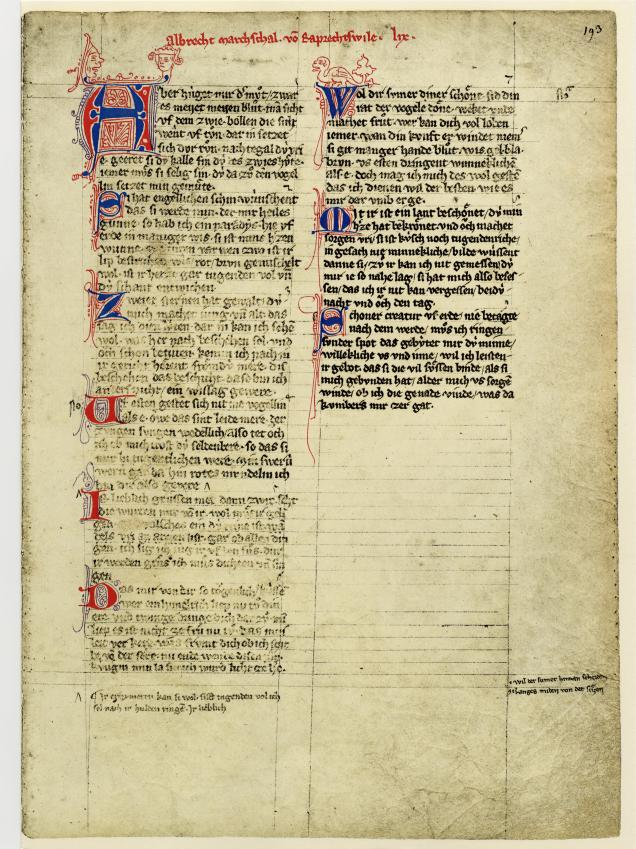
Thủ bản Codex Manesse. Hầu hết các thủ bản được kẻ những đường ngang đóng vai trò là đường cơ sở để chép chữ vào bên trên.

Đầu tiên, tấm da phải được chuẩn bị. Bước đầu tiên là gấp lại để tạo thành quire. Quire là một nhóm gồm nhiều trang được ghép lại với nhau. Raymond Clemens và Timothy Graham đã chỉ ra, trong tác phẩm Giới thiệu về Nghiên cứu Thủ bản, rằng "quire là đơn vị ghi chép cơ bản của những người ghi chép trong suốt thời Trung cổ":
"Chích (pricking) là quá trình tạo lỗ trên một tờ giấy da (hoặc một tấm da) để chuẩn bị kẻ dòng. Các dòng sau đó được tạo ra bằng cách nối các vết chích... Quá trình thêm các dòng kẻ trên trang để định hướng cho việc ghi chép. Hầu hết các thủ bản được đánh dấu bằng các đường ngang đóng vai trò là đường cơ sở để chép chữ vào và các đường giới hạn dọc đánh dấu giới hạn của các cột."
Từ thời Carolingian đến cuối thời Trung cổ, các kiểu gấp quire  khác nhau đã ra đời. Ví dụ, ở Châu Âu lục địa trong suốt thời Trung cổ, tấm da được đưa vào một hệ thống mà mỗi bên xếp theo cùng một cách. Mặt lông gập vào mặt lông và mặt thịt gập vào mặt da thịt. Đây không phải là cách gấp được sử dụng ở Quần đảo Anh, nơi mà tấm da được gấp lại để nó tạo ra tám lá, với các lá đơn ở vị trí thứ ba và thứ sáu. Công đoạn tiếp theo là may tấm da. Xếp chồng là khi người ghi chép sẽ khâu các lá lại với nhau bằng chỉ. Sau khi được khâu lại với nhau, người ghi chép sau đó sẽ khâu một đường giấy da dọc theo "xương sống" của thủ bản để bảo vệ phần khâu.